# Boana goiana
Boana goiana (anteriormente Hypsiboas goianus) es una especie de anfibios de la familia Hylidae. Es endémica de Brasil. Sus hábitats naturales incluyen sabanas secas, zonas de arbustos, zonas de arbustos y ríos.